# Hochwasserrückhaltebecken Eisenbach
Das Hochwasserrückhaltebecken Eisenbach (auch Eisenbachsee) ist ein 1,65 ha großer Stausee in Baden-Württemberg (Deutschland), ca. 5 km südöstlich von Welzheim. Er liegt inmitten des Naturparks Schwäbisch-Fränkischer Wald und befindet sich auf der Gemarkung der Gemeinde Alfdorf im Rems-Murr-Kreis auf 450 m ü. NN. Der See wurde vom Wasserverband Kocher-Lein, der infolge immer wiederkehrender Hochwasser entlang der Lein im Jahr 1957 gegründet wurde, im Jahr 1961 fertiggestellt. Der Eisenbachsee ist eines von elf Speicher- und Rückhaltebecken, die der Verband bis heute betreibt. Der vom namengebenden Eisenbach gespeiste See hat ein Einzugsgebiet von 7,4 km² und eine Dauerstaufläche von ca. 1,65 ha; hinter seinem 13,5 m hohen Staudamm kann der See bis zu 11 ha Staufläche anwachsen.

## Freizeit und Naherholung
Der Eisenbachsee, an dem sich auch ein Kiosk befindet, ist als Badestelle ausgewiesen und in den Sommermonaten ein beliebtes Ausflugsziel. Um den See gibt es ausgedehnte Liegebereiche, an Sommerwochenenden ist die DLRG vor Ort. Der See ist zudem Ausgangspunkt des Waldtierlehrpfads Eisenbachsee. Entlang des Weges befinden sich 20 Lehrpfadschilder zu bekannten heimischen Waldtieren wie Dachs, Fuchs und Hirsch sowie auch zu unbekannteren Waldtieren Mitteleuropas wie z. B. Auerhahn, Luchs, Waschbär und Marderhund. Einige Lehrpfadstationen sind mit Tierstimmeninstallationen versehen. Ein Verein bietet dazu Erlebnisführungen an.